# 일본의 일반 국도

일본의 일반 국도와 관련된 표지 기준은 쇼와 35년(1960년)부터 지금까지 계속 사용중인 마크이다.

일본의 일반 국도(일본어: 一般国道, いっぱんこくどう 잇판코쿠도[*])은 일본의 일반 국도를 말한다. 국토교통성의 관할에 있다. 그러나 각 도로에는 번호가 매겨져 있어, 일반 국도 000호 혹은 국도 000호라고 표현된다. 그래서 일반적으로 볼 때에는 "국도 000호선" 혹은 "000호선" 내지 "국도 제000호선" 등 다양하게 표현되고 있는 경우도 있으나, 정식으로는 뒤에 '선'(線)이라고 표현하지 않는다. 아울러 도도부현청 소재지와 주요한 도시끼리 연결하는 도로, 주요한 공항 및 항구와 고속자동차국도와 주요 일반 국도 등을 연결하는 도로 등이 지정되는 대상으로, 1호에서 507호까지 459개의 국도 노선을 보유하고 있다.

## 개요
일반 국도는 일본 도로법 제5조에 의하여 '고속자동차국도를 포함한 전국적 간선도로망을 구성하며 차의 각호에 해당하는 도로로서 이하의 각호'로 지정되어 있다.
노선의 지정은 '일반국도의 노선을 지정하는 정령'에 의거하여 정해진다. 그리고 일반국도의 지정구간을 지정하는 정령에 의하여 지정구간의 관청(국토교통성 지방 정비국. 홋카이도는 홋카이도개발국, 오키나와 현은 내각부오키나와종합사무소<오키나와개발청 포함>)이 관리하며 이쪽은 직할국도라고도 불린다.

## 국도 번호
현재 일반국도는 번호를 노선명으로 이용하고 있으며, 국도 제1호선에서 국도 제507호선까지 지정되어 있다. 59~100번은 아직 없고, 109~111번, 214~216번은 폐지 결번이다. 단, 국도 제271호선과 450, 468, 474, 497, 506호선 등은 현재 자동차 전용도로로 병용되어 있는 상태이다.

## 노선 목록

### 1 ~ 58호선
- 59 ~ 100호선 사이의 노선은 비어 있다. 향후 일본이 쿠릴 열도 분쟁과 같은 영유권 문제가 해소되거나 짧은 국도 노선들, 총연장이 가장 긴 도도부현도 노선들이 하나로 묶어 통폐합하면 나중에 생길 가능성이 있다. 참고로 1972년에 별도로 제정시킨 58번 국도를 제외한 아래 57개의 노선은 전부 구 1급 국도이며 일부는 구 2급 국도 출신 노선으로 구성된다.

001 002 003 004 005 006 007 008 009 010 011 012 013 014 015 016 017 018 019 020 021 022 023 024 025 026 027 028 029 030 031 032 033 034 035 036 037 038 039 040 041 042 043 044 045 046 047 048 049 050 051 052 053 054 055 056 057 058

### 101 ~ 200호선
- 109번 ~ 111번 사이의 노선은 결번이며, 해당 노선은 108, 48, 45번 국도로 변경 및 대체된 상태다. 전 노선이 옛 2급 국도로 배정된 상태이며 일부는 1급 국도로 승격한 과정상 새로이 부여받은 노선도 더러 있다.

101 102 103 104 105 106 107 108 112 113 114 115 116 117 118 119 120 121 122 123 124 125 126 127 128 129 130 131 132 133 134 135 136 137 138 139 140 141 142 143 144 145 146 147 148 149 150 151 152 153 154 155 156 157 158 159 160 161 162 163 164 165 166 167 168 169 170 171 172 173 174 175 176 177 178 179 180 181 182 183 184 185 186 187 188 189 190 191 192 193 194 195 196 197 198 199 200

### 201 ~ 300호선
- 214 ~ 216호선은 57번 국도로 통합, 현재는 결번이며, 271번 국도의 경우 오다와라-아쓰기 도로라는 자동차 전용도로로 지정되어 있다. 그러나 201번에서 271번까지는 옛 2급 국도로 지정된 상태다.

201 202 203 204 205 206 207 208 209 210 211 212 213 217 218 219 220 221 222 223 224 225 226 227 228 229 230 231 232 233 234 235 236 237 238 239 240 241 242 243 244 245 246 247 248 249 250 251 252 253 254 255 256 257 258 259 260 261 262 263 264 265 266 267 268 269 270 271 272 273 274 275 276 277 278 279 280 281 282 283 284 285 286 287 288 289 290 291 292 293 294 295 296 297 298 299 300

### 301 ~ 400호선
- 300호선 대에는 결번이 성립된 노선은 없다. 대체적으로 보면 1970년, 1972년, 1975년에 제정된 노선들이 상당수 있으며, 다만 391~400호선은 1982년 제정되었다.

301 302 303 304 305 306 307 308 309 310 311 312 313 314 315 316 317 318 319 320 321 322 323 324 325 326 327 328 329 330 331 332 333 334 335 336 337 338 339 340 341 342 343 344 345 346 347 348 349 350 351 352 353 354 355 356 357 358 359 360 361 362 363 364 365 366 367 368 369 370 371 372 373 374 375 376 377 378 379 380 381 382 383 384 385 386 387 388 389 390 391 392 393 394 395 396 397 398 399 400

### 401 ~ 507호선
- 450, 474, 483, 497, 506호선은 자동차 전용도로로 지정된 상태다. 다만 명목상 국도 노선은 법적상 인정된다.

401 402 403 404 405 406 407 408 409 410 411 412 413 414 415 416 417 418 419 420 421 422 423 424 425 426 427 428 429 430 431 432 433 434 435 436 437 438 439 440 441 442 443 444 445 446 447 448 449 450 451 452 453 454 455 456 457 458 459 460 461 462 463 464 465 466 467 468 469 470 471 472 473 474 475 476 477 478 479 480 481 482 483 484 485 486 487 488 489 490 491 492 493 494 495 496 497 498 499 500 501 502 503 504 505 506 507

## 노선 지정의 연혁
1965년 4월 1일부로 일반 국도의 등급에 대해 1, 2급 구분을 모두 없애고 일반 국도로 전환한 이후 추가된 국도 노선이 신규로 지정된 노선 번호는 다음과 같다.
- 1차 추가 지정 : 1970년 4월 1일 공식 시행, 대상 노선은 272번에서 328번까지이다. (1969년 12월 4일 정령 제280호)
- 2차 추가 지정 : 1972년 5월 15일 공식 시행, 대상 노선은 58번과 329번, 330번, 331번 그리고 332번 등 5개의 노선이 추가로 지정 (1972년 4월 28일 정령 제116호 규칙 시행, 당시 오키나와의 일본 반환 명목)
- 3차 추가 지정 : 1975년 4월 1일 공식 시행, 대상 노선은 333번에서 390번까지이다. (1974년 11월 12일 정령 제364호)
- 4차 추가 지정 : 1982년 4월 1일 공식 시행, 대상 노선은 391번에서 449번까지이다. (1981년 4월 30일 정령 제153호)
- 5차 추가 지정 : 1993년 4월 1일 공식 시행, 대상 노선은 450번에서 507번까지이다. (1992년 4월 3일 정령 제104호)

## 같이 보기
- 일반 국도
- 도도부현도
- 주요 지방도
- 시정촌도
- 농도
- 대한민국의 일반 국도
- 중화인민공화국의 일반 국도